# Augustinern 78 (Quedlinburg)

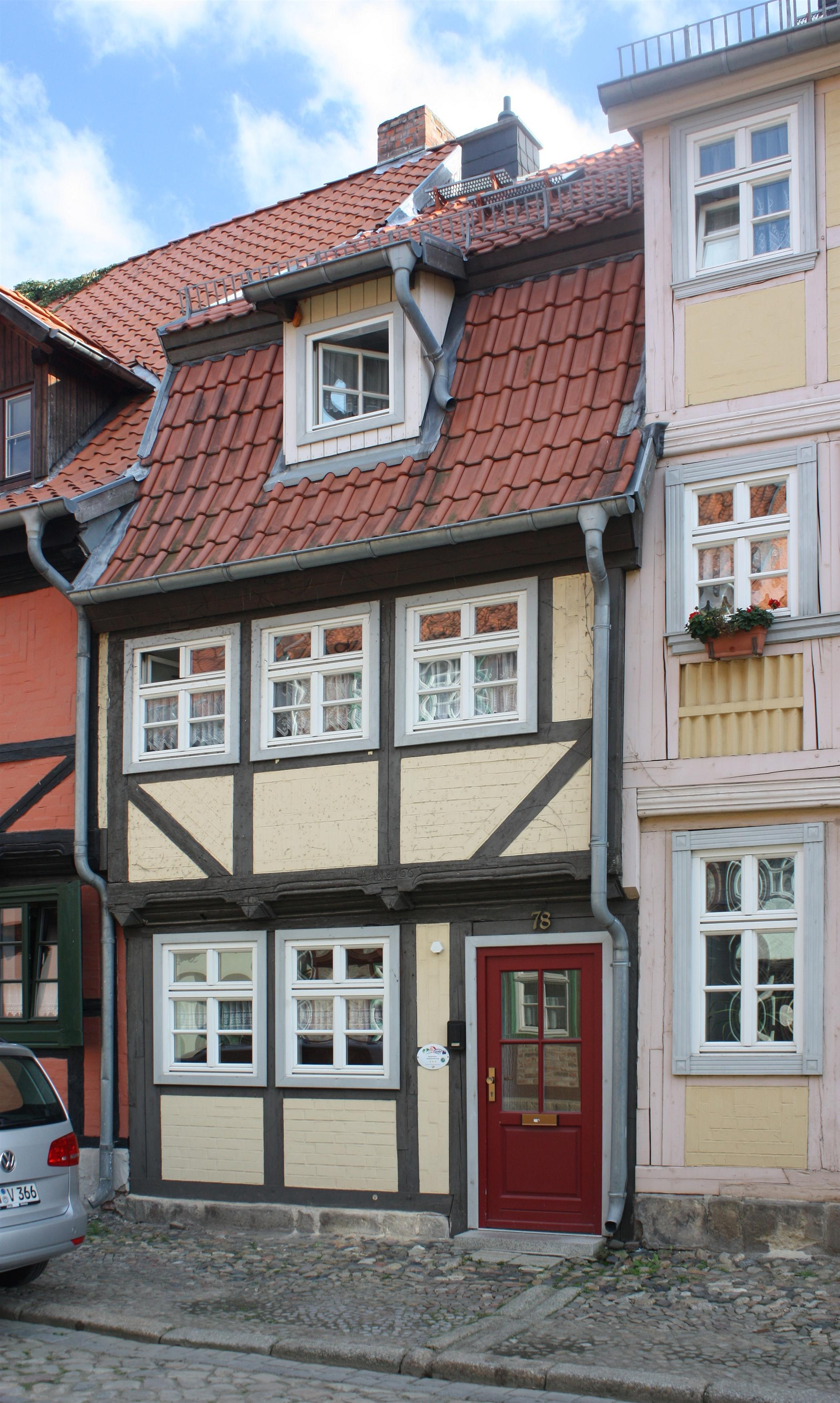
Haus Augustinern 78

Das Haus Augustinern 78 ist ein denkmalgeschütztes Gebäude in der Stadt Quedlinburg in Sachsen-Anhalt.

## Lage
Es befindet sich im nördlichen Teil der historischen Quedlinburger Neustadt und gehört zum UNESCO-Weltkulturerbe. Im Quedlinburger Denkmalverzeichnis ist es als Wohnhaus eingetragen. Westlich grenzt das gleichfalls denkmalgeschützte Haus Augustinern 77 an.

## Architektur und Geschichte
Das zweigeschossige Fachwerkhaus entstand nach einer Bauinschrift im Jahr 1663 im Stil des Frühbarock. Bedeckt ist das Gebäude von einem Mansarddach. Die Ständerstellung der Fachwerkkonstruktion weist unterschiedlich große Abstände auf und stellt damit eine frühe Abweichung von der bis dahin üblichen strengen Ständerreihung dar. Ungewöhnlich sind die sich teilweise überblattenden Fußstreben. An der Fassade finden sich Pyramidenbalkenköpfe. In späteren Zeiten erfolgten bauliche Veränderungen.